# Conure à long bec
Enicognathus leptorhynchus
Espèce
Statut de conservation UICN

 LC  : Préoccupation mineure
Statut CITES
La Conure à long bec (Enicognathus leptorhynchus) est une espèce d'oiseaux appartenant à la famille des Psittacidae.

## Description
Cet oiseau mesure environ 40 cm. Il se caractérise par un bec assez léger et mince, de couleur noirâtre, avec la mandibule supérieure longue et recourbée. Le plumage présente une dominante verte mais les bordures noires des plumes de la calotte et du dos produisent un aspect écailleux. Le front est rouge. Le plastron ventral et la queue sont rouge brique. Les iris sont orange et les pattes grises.
Les jeunes présentent une mandibule supérieure plus courte et un plumage plus foncé.

## Habitat
Cette espèce vit dans les forêts de montagnes vers 2 000 m d'altitude, voire davantage. Elle ne fréquente les milieux ouverts et les champs qu'au printemps lorsqu'elle descend sur les plateaux.

## Répartition
La Conure à long bec est endémique du Chili.

## Comportement
Lors de ses migrations, cette espèce se déplace à haute altitude en groupes pouvant atteindre 300 individus.

## Reproduction
Cet oiseau se reproduit en colonies à partir du mois de novembre. La femelle pond 4 à 8 œufs dans le creux d'un arbre, voire dans une anfractuosité rocheuse. Plus rarement, elle construit un nid en coupe au sein de la végétation. L'incubation dure environ 25 jours.

## Alimentation
Cette espèce se nourrit essentiellement de noix (avec une préférence marquée pour les pignons d'Araucaria araucana) mais consomme également des baies, des fruits, des graines, des bourgeons et des racines.